# José Caveda y Nava
José Caveda y Nava (Villaviciosa, 12 de junio de 1796-Gijón, 11 de junio de 1882), fue un historiador, político y crítico de arte español. Entre otros altos cargos, fue diputado a Cortes y director general de Agricultura, Industria y Comercio. Erudito investigador de asuntos históricos y artísticos, sobre todo de su Asturias natal; autor y antologista de poemas en asturiano.

## Biografía

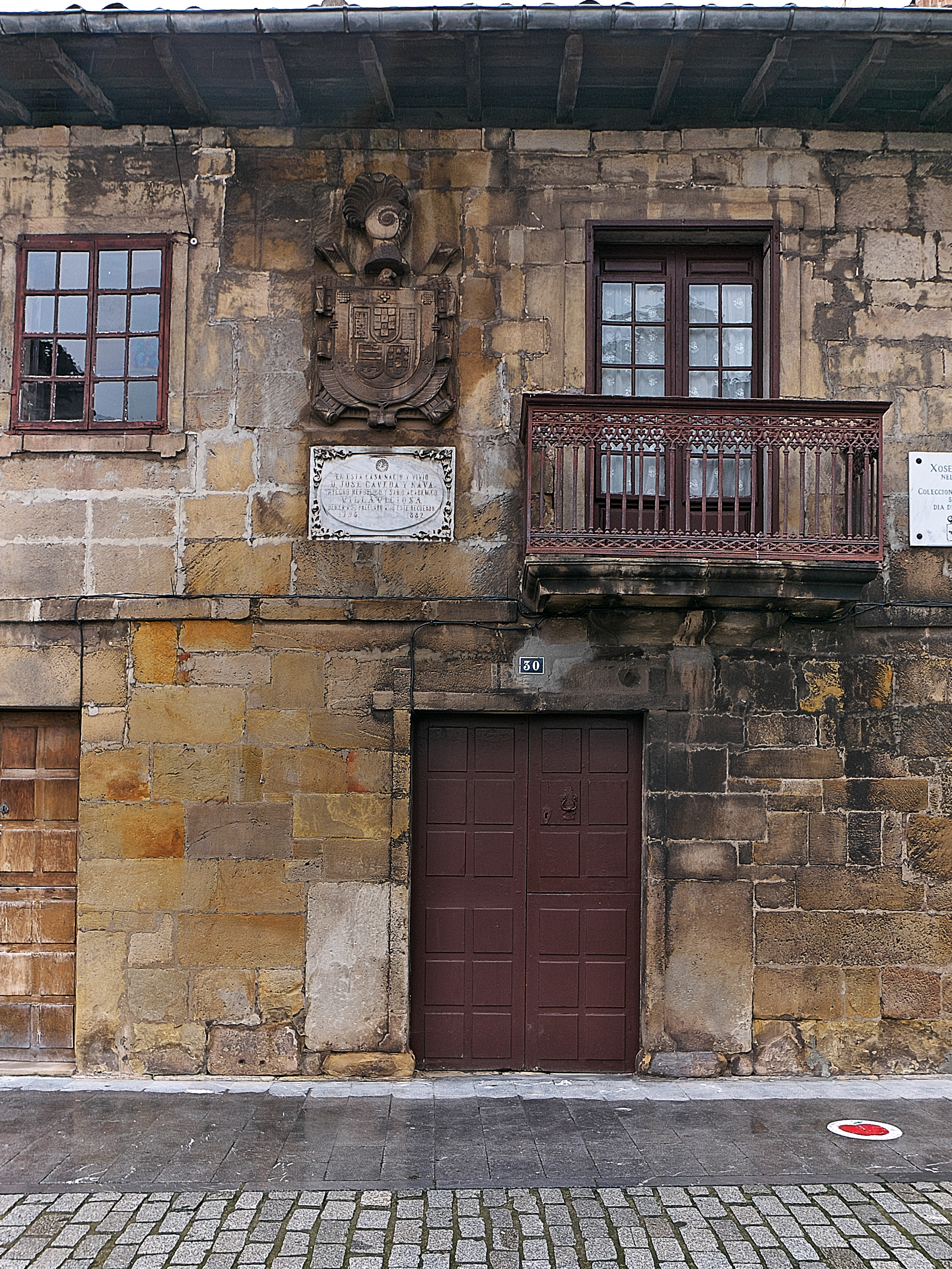
Casa natal en Villaviciosa

Era hijo del historiador ilustrado Francisco de Paula Caveda y Solares, y de Florencia de Nava Palacio y Menéndez Valdés. En su villa natal aprendió de niño las primeras letras, francés, inglés y latín. Después se trasladó con su familia a Gijón, e ingresó en el Instituto Asturiano fundado por Jovellanos, que era buen amigo de su padre. Aquí estudió Matemáticas, Astronomía, Geografía e Historia e impartió algunas clases, y después se trasladó a Madrid para continuar sus estudios. La invasión francesa y la muerte de su padre le hicieron interrumpirlos sin graduarse, pero completó su formación de forma autodidacta en Villaviciosa.
Durante el Trienio Liberal formó parte de la Milicia Nacional, por lo que con la restauración del absolutismo hubo de retirarse a Villaviciosa.
Tras la muerte de Fernando VII hizo carrera política en las filas moderadas. Fue concejal de su villa natal, miembro de la Junta General del Principado de Asturias (hasta que desapareció, sustituida por la Diputación Provincial), Diputado Provincial, Secretario del Gobierno Político, diputado a Cortes (electo en 1837 y en 1846) y gobernador político de Oviedo (1838). Dentro de la Administración del Estado, fue jefe de Sección del Ministerio de Gobernación (1844), director general interino de Instrucción Pública (1845), director general de Administración Local (1846) y de Agricultura, Industria y Comercio (1850-53 y 1854-57), consejero de Estado (1853), vocal de la Comisión Central de Monumentos (1855), Director del Museo Nacional de Pinturas (1856) y Director de Operaciones Censales de la Junta General de Estadística (1861).
Perteneció como Académico numerario a las Reales de la Historia (1847, antes correspondiente desde 1818), Española de la Lengua (1851) y de Bellas Artes (1853), y fue Consiliario de esta última. Para estas doctas corporaciones y para la Administración Pública, hizo bastantes estudios que permanecen inéditos. Algunos se han ido publicando a partir de 1978. Por parte de la Academia de la Historia, dirigió la edición de los Cronicones.
Fue Secretario de S.M. la Reina (1845) y su Gentilhombre de cámara con ejercicio, comendador de la Orden de Carlos III y caballero gran cruz de la Orden de Isabel la Católica (1852).
Tras jubilarse en 1867 con el rango de Jefe de Administración Civil, en 1872 se trasladó de Madrid a Gijón, llevando su biblioteca de más de 12.000 volúmenes. Durante su retiro siguió investigando y colaboró intensamente en El Comercio y en otros periódicos como La Voz de Asturias y la Revista de Asturias. 

## Caveda y la lengua asturiana
En 1839 publicó su Discurso sobre el dialecto asturiano con noticia de algunos poetas asturianos, y también una Colección de poesías en dialecto asturiano. Esta obra colectánea recogía poemas de otros autores (y algunos propios incluidos como anónimos) e iba precedida de un prólogo y un «Discurso Preliminar sobre el dialecto asturiano» escritos por Caveda. Fue el primer libro impreso con textos en asturiano y se convirtió en modelo literario para los escritores posteriores en esta lengua. En 1879 publicó por entregas en El Comercio sus Recuerdos de la lengua asturiana: frases, locuciones, modismos y cantares de nuestro dialecto, y en 1886 los imprimió en volumen. Esta obra recogía un vasto trabajo de campo realizado por su padre, a quien cita como «un amigo del Sr. Jovellanos».

## Obra publicada
- Memoria histórica sobre la Junta General del Principado de Asturias (Oviedo, 1834). Obra escrita por encargo de la propia Junta. Accesible en la Biblioteca virtual Miguel de Cervantes. Hay una edición facsimilar de la de 1834 con introducción de Juan Ignacio Ruiz de la Peña (Oviedo, Alvízoras, 1988), de la que se pueden ver fragmentos en Google Books. Y una nueva edición ampliada por Miguel de la Villa y el Vizconde de Campo Grande, con prólogo de Alfonso Menéndez González (Gijón, Silverio Cañada, 1989, en Biblioteca Histórica Asturiana, 9).
- Colección de poesías en dialecto asturiano (Oviedo, 1839). Figuran como autores Antonio González Reguera, Francisco Bernaldo de Quirós y Benavides, Antonio Balvidares, Bruno Fernández, Josefa Jovellanos y otros «desconocidos». La selección, edición y prólogo, varios poemas y un «Discurso Preliminar sobre el dialecto asturiano» son de Caveda y Nava, cuyo nombre no se menciona. Visible en Google Books. Hay edición facsimilar (Oviedo, Alvízoras, 1989). Una nueva edición de esta obra, ampliada y anotada por Fermín Canella Secades, se imprimió en Oviedo en 1887 bajo el título Poesías selectas en dialecto asturiano, y también puede verse en Google Books. De esta última hay varias ediciones facsimilares: una publicada en 1987 por la Academia de la Lengua Asturiana y reimpresa en 2003, visible en Google Books, y otra de Maxtor (Valladolid, 2009), igualmente en Google Books. En 1979 la Biblioteca Popular Asturiana publicó una edición bajo el título original, con introducción y notas de Juan José Sánchez Vicente, y parece que también su versión en asturiano: Esvilla de poesíes na Llingua Asturiana. Los poemas de su autoría han sido publicados, también con edición de Xuan Xosé Sánchez Vicente, como Poesíes asturianes completes (Xixón, Llibros del Pexe, 1989).
- Discurso sobre el dialecto asturiano con noticia de algunos poetas asturianos (Oviedo, 1839).
- Discurso de contestación al de Francisco Enriques y Ferrer Originalidad de la arquitectura árabe, en la recepción de éste en la Real Academia de Bellas Artes de San Fernando (Madrid, 1859). Hay edición facsimilar (Valencia, Librería París–Valencia, 1996).
- «Impugnación del artículo sobre los arquitectos españoles», en la Quarterly Review (Londres, 1874).
- Ensayo histórico sobre los diversos géneros de Arquitectura empleados en España desde la dominación romana hasta nuestros días (Madrid, 1848). Visible en Google Books. Fue durante mucho tiempo libro de texto en diversos centros docentes. Hay edición facsimilar (Valladolid, Maxtor, 2005).
- La poesía considerada como elemento de la Historia (Madrid, 1852). Discurso de ingreso en la Real Academia Española, leído el 29 de febrero de 1852 y publicado por el Ministerio de Fomento. Visible en Google Books.
- Discurso sobre el desarrollo de los estudios históricos en España desde el reinado de Felipe V hasta el de Fernando VII (Madrid, 1854). Pronunciado en la Real Academia de la Historia, siendo Correspondiente.
- El grabado en España hasta los primeros años del siglo XVIII (Madrid, 1865). Discurso de ingreso en la Real Academia de Bellas Artes de San Fernando.
- Notas y observaciones a la obra de Estanislao Rendueles Llanos Historia de la villa de Gijón desde los tiempos más remotos hasta nuestros días (Gijón, 1867). Es la primera edición de esta obra, debida precisamente a Caveda. Visible en Google Books.
- Memorias para la historia de la Real Academia de San Fernando y de las Bellas Artes en España: Desde el advenimiento al trono de Felipe V, hasta nuestros días (Madrid, 1867-1868), 2 vols. Visible en Google Books.
- «Recuerdos de la lengua asturiana: frases, locuciones, modismos y cantares de nuestro dialecto», en El Comercio, n.os 161-172 (Gijón, marzo de 1878). Se publicó separata (1886), y después fueron incluidos en la obra colectiva Asturias, dirigida por Bellmunt y Canella, tomo I (1895), pp. 266-275 (vista de fragmentos en Google Books).
- Examen crítico de la restauración de la monarquía visigoda en el siglo VIII (Madrid, 1879). Discurso de ingreso en la Real Academia de la Historia, publicado también en las Memorias de dicha Academia, t. IX (1879).
- Memorias de varones célebres asturianos, incluidas por Senén Álvarez de la Rivera en su edición de los Apuntamientos Genealógicos para la inteligencia de las casas nobles de Asturias (Santiago de Chile, 1924, en Biblioteca Histórico-genealógica Asturiana, vol. 1, pp. 164-229). Visible en la Biblioteca Digital de Castilla y León.
- Historia de Oviedo (Gijón, Auseva, 1978, en Monumenta Historica Asturiensia, IV). Obra que permaneció inédita hasta que la editó Elviro Martínez en 1978. Vista de fragmentos en Google Books. Reimpresa (1988). Su manuscrito se conserva en la Real Academia de la Historia.
- Memoria histórica de los templos construidos en Asturias desde la Restauración de la Monarquía Gótica hasta el siglo XII (Oviedo, Universidad, 1982).
- Pelayo de romances y poesía épica (Oviedo, Dupont, 1991). Con introducción de Juan Antonio Fernández de la Llana y Granda.

Entre sus artículos publicados en El Comercio a partir de 1867 cabe citar: «Recuerdos históricos del puerto de Gijón y de sus playas»; «Los defensores del Catolicismo en los siglos XVIII y XIX»; «La industria artesana»; «El Conde de Campomanes», etc.